# Kalendarium Wojska Polskiego 1914–1917
Kalendarium Wojska Polskiego 1914–1917 – wydarzenia w polskich formacjach wojskowych biorących udział w I wojnie światowej w latach 1914–1917.

## 1914
sierpień

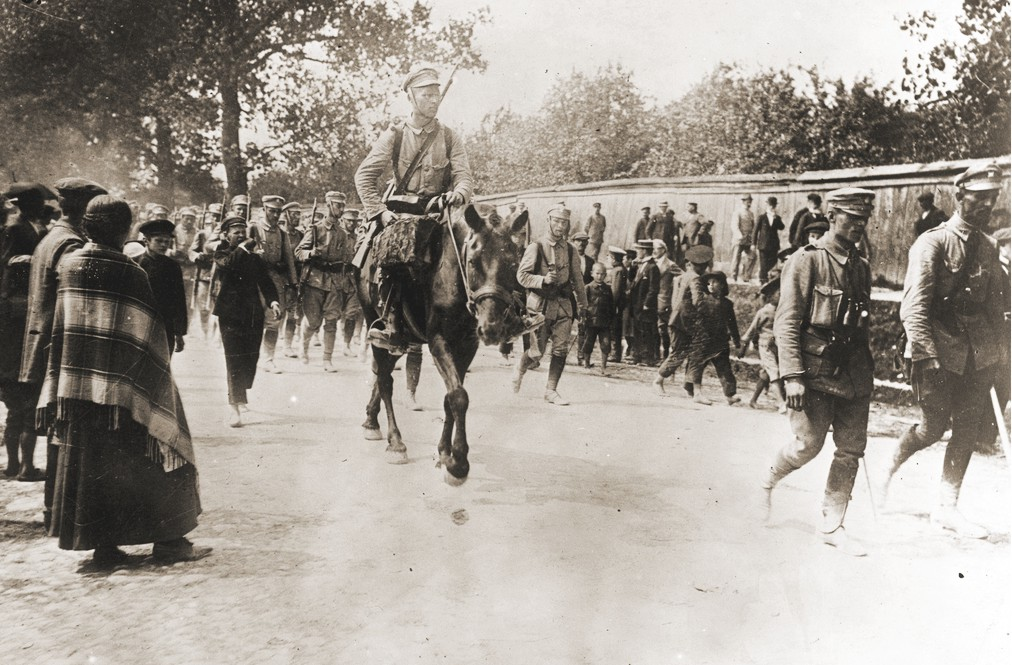
Przemarsz Pierwszej Kompanii Kadrowej przez Kielce w 1914

- Rozpoczęto formowanie polskich oddziałów wojskowych we Francji (oddziały bajończyków)[1].

2 sierpnia
- Siedmioosobowy patrol pod dowództwem Michała Beliny-Prażmowskiego przeprowadził zwiad na terytorium Kongresówki.

3 sierpnia
- W krakowskich Oleandrach została sformowana Pierwsza Kompania Kadrowa.

6 sierpnia
- Pierwsza Kompania Kadrowa wymaszerowała z Krakowa w kierunku Miechowa[1][2].

- 8 sierpnia
- Z Krakowa wymaszerował Oddział Telefoniczny Oddziałów Strzeleckich.

14 sierpnia
- Wielki książę Mikołaj Mikołajewicz Romanow, naczelny dowódca armii rosyjskiej wydał manifest do Polaków[1][3].

16 sierpnia
- W Krakowie ukonstytuował się Naczelny Komitet Narodowy[1][3].

27 sierpnia
- Powołano Legiony Polskie w ramach armii austro-węgierskiej[1].

21 września
- W Mszanie Dolnej został rozwiązany Legion Wschodni[1].

Październik
- Została utworzona II Brygada Legionów Polskich[1].

9 października
- W Jakubowicach Józef Piłsudski nadał 136. „obywatelom” pełniącym służbę w 1 Pułku Piechoty Legionów stopnie oficerskie[4][5][6].

15 października
- Została utworzona I Brygada Legionów Polskich[1].

18 października
- Rosyjskie władze wojskowe wydały zezwolenie na tworzenie polskich ochotniczych oddziałów wojskowych[1].

22 października
- W Królestwie Polskim utworzono militarną organizację piłsudczykowską pod nazwą Polska Organizacja Wojskowa[3].

Listopad
- Stojące na gruncie odezwy Mikołaja Mikołajewicza stronnictwa tworzą w Warszawie Komitet Narodowy Polski[3].

## 1915
12 stycznia

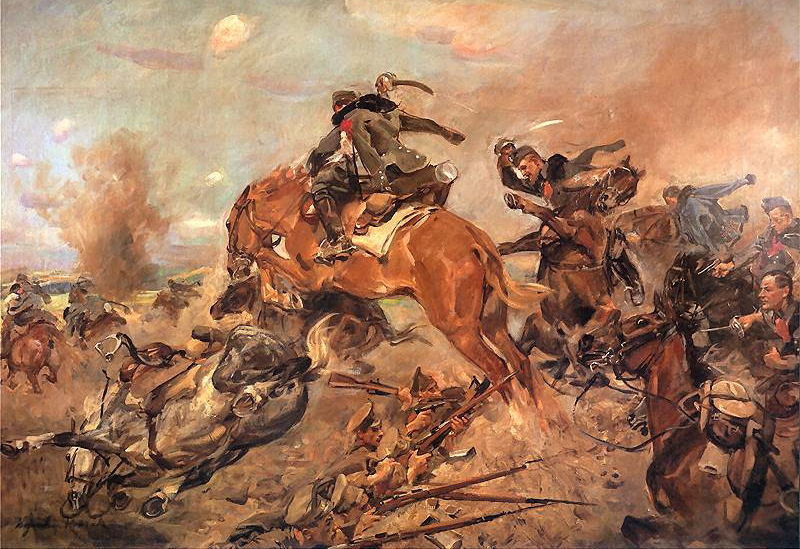
Szarża pod Rokitną

- utworzono Legion Puławski[1][7]

Marzec
- rozpoczęto formowanie jednostki III Brygady Legionów Polskich[1]

1 marca
- kapitan Andrzej Wais został zwolniony ze stanowiska dowódcy I batalionu 3 Pułku Piechoty Legionów i wyznaczony na stanowisko oficera placu Legionów Polskich przy c. i k. Komendzie Placu w Budapeszcie oraz dowódcą Batalionu Uzupełnień, który miał być zorganizowany przez Klub Polsko-Węgierski (Magyar Lengyel Club). W połowie marca do pomocy oficera placu został przydzielony porucznik żandarmerii Antoni Szwarc ze swoim synem, wachmistrzem żandarmerii[8]

20 marca
- Legion Puławski wyruszył na front[1]

Kwiecień
- w Budapeszcie została utworzona Ekspozytura Żandarmerii Polowej Legionów Polskich pod kierownictwem podporucznika Ignacego Musiałkowskiego[9]

Maj
- Ministerstwo Obrony Krajowej wydało rozporządzenie w sprawie utworzenia pięciu Stacji Zbornych i Transportowych dla polskich Legionistów (niem. Sammel- und Transportstellen für polnische Legionäre) w Pradze, Wiedniu, Krakowie, Morawskiej Ostrawie i Budapeszcie, każda w składzie 4 oficerów, 10 podoficerów i 25 szeregowców[9]

13 czerwca
- szarża polskich ułanów pod Rokitną[1]

16 czerwca
- Likwidacja Oddziału Bajończyków[10]

24 września
- sformowano Brygadę Strzelców Polskich w Rosji[10]

## 1916
4–7 lipca
- Bitwa Legionów Polskich pod Kostiuchnówką[10].

6 sierpnia
- W drugą rocznicę wyruszenia Pierwszej Kompanii Kadrowej, brygadier Józef Piłsudski odznacza po raz pierwszy zasłużonych żołnierzy I Brygady Legionów Polskich odznaką „Za wierną służbę”[11].

20 września
- władca Austro-Węgier obiecał rozwinąć brygady legionowe w dwudywizyjny Polski Korpus Posiłkowy[10].

26 września
- dowództwo austriackie udziela dymisji Józefowi Piłsudskiemu[12].

9 listopada
- Odezwa niemieckich i austro-węgierskich władz wojskowych w sprawie utworzenie Wojska Polskiego[10][12].

12 listopada
- ukazały się przepisy władz niemieckich o dobrowolnym wstępowaniu do wojska polskiego mężczyzn od 18 do 45 roku życia[13].

## 1917

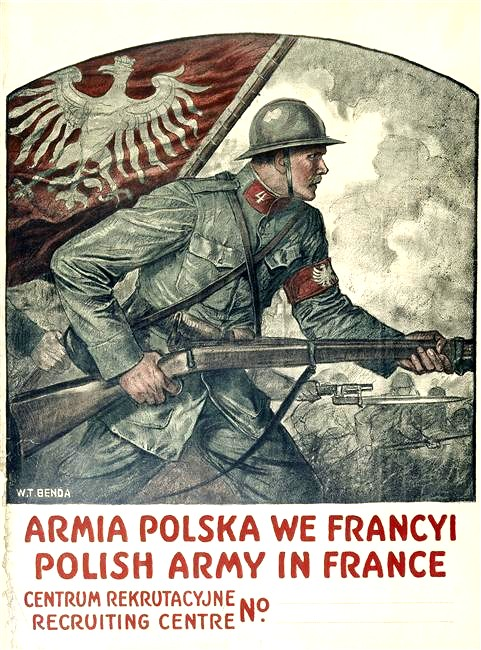
Plakat Armii Polskiej we Francji

24 stycznia (11 stycznia)
- szef rosyjskiego Sztabu Naczelnego Wodza wydał rozkaz Nr 48 o przeniesieniu Brygady Strzelców Polskich z frontu do Kijowskiego Okręgu Wojskowego[14].

8 lutego (21 lutego)
- w Kijowie generał major Tadeusz Bylewski rozpoczął formowanie Dywizji Strzelców Polskich[15][10].

Marzec
- Po rewolucji lutowej w Rosji żołnierze Dywizji Strzelców Polskich otrzymali zezwolenie na noszenie czapek „maciejówek” z polskim orłem zamiast „carskiego oka”[16].

10 kwietnia
- przekazano Legiony Polskie do dyspozycji niemieckich władz wojskowych i utworzono Polską Siłę Zbrojną (Polnische Wehrmacht)[10][13].

12 kwietnia
- komendant Legionów Polskich, pułkownik Sztabu Generalnego Stanisław Szeptycki zatwierdził „Listę starszeństwa oficerów Legionów Polskich w dniu oddania Legionów Polskich Wojsku Polskiemu (12 kwietnia 1917)”[17].

14-30 kwietnia
- W Kijowie odbył się zjazd delegatów wszystkich oddziałów Dywizji Strzelców Polskich; delegaci uchwalili między innymi odezwę ideową.

maj
- zakonspirowano Polską Organizację Wojskową, a częściowo ujawniono ją po ustąpieniu armii rosyjskiej z Warszawy[10].

4 czerwca
- ukazał się dekret prezydenta Francji w sprawie formowania polskich oddziałów wojskowych[10][18].

7–22 czerwca
- odbył się I Ogólny Zjazd Wojskowych Polaków w Rosji. Powołano Naczelny Polski Komitet Wojskowy, a dowódcą I Korpusu został gen. Józef Dowbor-Muśnicki[19][18].

lipiec
- Odmowa złożenia przysięgi przez żołnierzy I i III Brygady Legionów Polskich[19].

2 lipca
- Józef Piłsudski wystąpił z Tymczasowej Rady Stanu[18].

17 lipca
- utworzono I Korpus Polski w Rosji[19].

22 lipca
- Józef Piłsudski i płk Kazimierz Sosnkowski zostali aresztowani przez Niemców i uwięzieni w twierdzy Magdeburg[18].

6 sierpnia
- wypowiedzenie posłuszeństwa Tymczasowej Radzie Stanu przez Komendę Naczelną POW[18].

7 sierpnia
- dowództwo I Korpusu Polskiego na Wschodzie wydało rozkaz do Polaków w armii rosyjskiej określający cele organizowania Polskiej Siły Zbrojnej[20].

6 października
- Ministerstwo Wojny Stanów Zjednoczonych przyznało Polakom prawo do przeprowadzenia rekrutacji do polskich oddziałów wojskowych[21].